# Rhamdia velifer
Rhamdia velifer és una espècie de peix de la família dels heptaptèrids i de l'ordre dels siluriformes.

## Distribució geogràfica
Es troba a Colòmbia.